# محمود بركة
محمود بركة منتج برنامج «البيت بيتك» ومدير الحملة الدعائية لأحمد شفيق (المرشح للرئاسة).